# Gérard de Balorre
Gérard Imbert de Balorre, plus connu sous le nom Gérard de Balorre, né le 25 novembre 1899 à Paris et mort le 6 décembre 1974 dans la même ville, est un officier cavalier français.

## Biographie
Gérard de Balorre s’engage à 18 ans, le 28 janvier 1918 au 1er régiment de Cuirassiers. En 1922, il est choisi sur concours pour suivre à Saumur un stage d’élève officier d’active à l’issue duquel il est nommé sous lieutenant.
Après un passage dans un régiment qui participe à l’occupation de la Rhénanie Allemande il est désigné pour servir en Syrie. Son séjour y dure 2 ans. Il y est décoré de la croix de guerre des Théâtres d’Opérations Extérieures avec citation à l’ordre de la division. Revenu en Europe, il sert au 6e cuirassiers.
En 1933, Le Lieutenant de Balorre est muté à Saumur où il sert comme instructeur d’équitation à l’École de Cavalerie avant d’être admis comme écuyer au cadre noir puis d’être sélectionné dans l’équipe française de dressage qui gagne aux Jeux olympiques de 1936 à Berlin, la médaille d’argent.
À l’entrée dans le conflit de la Seconde Guerre mondiale, il est affecté au 13e Groupe de Reconnaissance de Corps d’armée (unités légères chargées de renseigner en avant du gros des forces, après prise de contact avec l’ennemi elles devaient le ralentir afin de permettre l’arrivée de formations plus puissantes). À la suite des combats, il obtient une citation à l’ordre du corps d’armée.
Fait prisonnier, il rentrera de captivité en septembre 1941 où il est affecté à Tarbes où a été repliée l’École de Cavalerie et le Cadre Noir. En 1942, après l’invasion de la zone libre, l’armée française d’armistice est dissoute et avec elle l’École de Cavalerie.
En mars 1943, Gérard de Balorre est affecté à la nouvelle École Nationale d’Equitation à Fontainebleau où il prend la fonction d’écuyer en chef du Cadre Noir.
Le cadre noir y a en effet été reconstitué sous couverture officielle du secrétariat à l’éducation nationale et s’est installé dans le quartier du Carrousel. Elle a pour mission de former des instructeurs d’équitation à partir de cavaliers confirmés et préparer chevaux et cavaliers pour les compétitions internationales. Un certain nombre de jeunes bellifontains eurent la chance de pouvoir bénéficier de séances d’équitation prodigués par des écuyers du cadre noir. Le Père Jacques de Jésus immortalisé dans le film Au revoir les enfants (Louis Malle, 1997) entretenait des relations d’amitiés avec le commandant de Balorre et vint pratiquer l’équitation au sein du quartier du Carrousel avec ses collégiens.
Un ensemble de chevaux dressés et de cavaliers instruits traverse ainsi l’Occupation et permet de renouer dès la Libération avec des performances remarquées en compétitions notamment aux JO de Londres en 1948.
Le commandant de Balorre et ses hommes auront ainsi participé à la sauvegarde de la haute École d’Equitation française pendant cette période troublée en préservant les chevaux de sports français des réquisitions allemandes et en dressant des futurs champions.

## Style et citations
Le commandant de Balorre était dans la ligne de ses prédécesseurs qui avaient habitué leurs écuyers à d’éloquents silences ou à des formules condensées.
Voyant l’un d’eux donner à son cheval un pli exagéré dans un appuyer, ne lui avait-il pas dit : « Il faut surtout se servir de la rêne qu’on n’utilise pas » ?
Et à un autre qui se battait avec sa monture : « Je ne vous comprend pas, le cheval d’un écuyer va toujours bien ».
En d’autres termes, le cheval d’un « écuyer » ayant été préparé méthodiquement à toute demande nouvelle, ne se défend pas ; s’il en est ainsi, il ne s’agit pas du cheval d’un « écuyer » mais de celui d’un simple cavalier.

## Palmarès
- Jeux olympiques:
  -  Médaille d'argent en dressage par équipe aux Jeux olympiques d'été de 1936 à Berlin aux côtés d'André Jousseaume et Daniel Gillois.
  - 6e place en dressage individuel aux mêmes Jeux de 1936 à Berlin